# Medicinska fakulteta v Mariboru
Medicinska fakulteta (kratica: MF), s sedežem v Mariboru, je fakulteta, ki je članica Univerze v Mariboru.
Ustanovljena je bila leta 2003. Prva generacija študentov se je vpisala v akademskem letu 2004/2005.
Trenutni dekan je red. prof. dr. Iztok Takač, dr. med.

## Nova zgradba
Pedagoški proces poteka na več lokacijah v Mariboru. To so stavba medicinske fakultete na Taborski 8, Laboratorijski center Magdalena na Magdalenskem trgu in Inštitut za anatomijo v sklopu UKC Maribor. Klinične vaje potekajo v  UKC Maribor, v drugih bolnišnicah in zdravstvenih domovih po vsej Sloveniji.
8. junija 2011 so Univerza v Mariboru ter podjetji Begrad in Granit podpisali pogodbo o izvedbi gradbeno-obrtniških in inštalacijskih del. 21. junija istega leta sta predsednik Republike Slovenije Danilo Türk in dekan fakultete Krajnc položila temeljni kamen za novo zgradbo. V novo stavbo so se študentje preselili v šolskem letu 2013/2014.